# Över-Snaten
Över-Snaten är en sjö i Bollnäs kommun i Hälsingland och ingår i Ljusnans huvudavrinningsområde. Sjön är 5 meter djup, har en yta på 0,264 kvadratkilometer och befinner sig 159 meter över havet. Sjön avvattnas av vattendraget Ängaån (Millmyrån).

## Delavrinningsområde
Över-Snaten ingår i det delavrinningsområde (682457-153792) som SMHI kallar för Utloppet av Över-Snaten. Medelhöjden är 181 meter över havet och ytan är 3,42 kvadratkilometer. Räknas de 9 avrinningsområdena uppströms in blir den ackumulerade arean 26,97 kvadratkilometer. Ängaån (Millmyrån) som avvattnar avrinningsområdet har biflödesordning 2, vilket innebär att vattnet flödar genom totalt 2 vattendrag innan det når havet efter 80 kilometer. Avrinningsområdet består mestadels av skog (88 procent). Avrinningsområdet har 0,26 kvadratkilometer vattenytor vilket ger det en sjöprocent på 7,7 procent.